# Hildoceras bifrons
Espèce
Hildoceras bifrons est une espèce fossile d'ammonites de la famille des Hildoceratidae ayant vécu au Jurassique, et plus précisément au Toarcien. Cette espèce, décrite par Bruguière en 1789, est l'espèce-type du genre Hildoceras. L'holotype provient de Whitby, Yorkshire (Angleterre).

## Description
Espèce pouvant atteindre une grande taille à maturité (plus de 200 mm). Sillon latéral net, situé sur le tiers interne des flancs, pas caché par le recouvrement du tour suivant. Hildoceras bifrons (Bruguière, 1789) est le successeur phylogénétique d'Hildoceras apertum Gabilly, 1976
Niveau biostratigraphique et répartition géographique :
Toarcien moyen ; sous-zone à Bifrons, horizon à Bifrons. Allemagne, Algérie, Angleterre, Bulgarie, Caucase, Espagne, France, Grèce, Hongrie, Italie, Maroc, Portugal, Sibérie.

### Ouvrages
- Annales scientifiques de l'Université de Besançon (2ème Série - Géologie, Fasc. 16 - 1962). - Etude biométrique de l'espèce Hildoceras bifrons Bruguière (Toarcien). - Zonéographie du Callovien de Blye. - La protogine de Buez (Doubs). - Hydrogéologie et possibilités de culture à la Côte française des Somalies. - Vue d'ensemble sur le Jura Franc-Comtois et sur la retombée méridionale des Vosges. (lire en ligne)

### Articles
- [Fauré 2013] Philippe Fauré, « Le Toarcien moyen (zones à bifrons et à variabilis, Jurassique inférieur) des Corbières (Aude, France) : biostratigraphie et évolution sédimentaire », Bulletin de la Société d'Études Scientifiques de l'Aude, t. CXIII,‎ 2013, p. 13-34 (lire en ligne [sur researchgate.net], consulté le 26 septembre 2020)
- Pierre Lacroix, « Les Hildoceratidae du Lias moyen et supérieur des domaines NW européen et téthysien - une histoire de famille », Lacroix,‎ 2011.
- [Alméras et al. 1998] Yves Alméras, Raymond Combémorel, Serge Elmi, Louis Rulleau et Henri Tintant (coordonnateur), « Révision critique des Céphalopodes et des Brachiopodes décrits dans le tome IV (Toarcien, Aalénien) des "Études paléontologiques des dépôts jurassiques du bassin du Rhône", par Eugène Dumortier (1874) » (monographie), Publications du musée des Confluences, no 2,‎ 1998 (lire en ligne [sur persee]).